# 山麓航空
山麓航空航空公司（英語： Piedmont Airlines, Inc.，/ˈpiːdmɒnt/ PEED-mont） ，又譯皮德蒙特航空，是一家总部位于美國马里兰州威科米科县索尔兹伯里地区机场的支线航空公司。该航空公司是美国航空集团的全资子公司，負責為美國航空營運與銷售的美国之鹰航班上使用的飞机提供人员、运营和维护。山麓航空还为美国东北部和西部的机场提供地面服务和客户服务。
山麓航空的機隊皆為巴西航空工业公司ERJ145支线喷气式飞机。 其主要基地是费城国际机场，并在夏洛特道格拉斯国际机场设有额外枢纽。该公司拥有超过9,800名员工以及近50个航點。
该航空公司成立于1961年，当时名为漢森航空（Henson Airlines） ，後於1993年更名，使用今美国航空公司前身之一的山麓航空公司（1948-1989）的名称来維持品牌。